# Xylopteryx lemairei
Xylopteryx lemairei là một loài bướm đêm trong họ Geometridae.